# Roli Pereira de Sa
Roli Pereira de Sa (Mantes-la-Jolie, 10 de diciembre de 1996) es un futbolista francés que juega de centrocampista en el F. C. Sochaux-Montbéliard del Championnat National.

## Trayectoria
Pereira comenzó su carrera deportiva en el Paris Saint-Germain II, equipo con el que debutó en 2013.
En 2016 se marchó cedido al Paris FC y al Tours FC, debutando en Ligue 2 con los parisinos el 29 de enero de 2016, en un partido frente al Stade Brestois 29.

### Nantes
En 2017 fichó por el F. C. Nantes, debutando en Ligue 1 el 4 de diciembre de 2019, frente a su exequipo, el PSG.

### Sochaux
A principios de la temporada 2022-23 fichó por el F. C. Sochaux-Montbéliard de la Ligue 2. Debutó contra el Amiens S. C. en la tercera jornada.

## Selección nacional
Pereira fue internacional sub-16, sub-17, sub-18, sub-19 y sub-20 con la selección de fútbol de Francia.

## Clubes
| Club                      | País    | Año       |
| ------------------------- | ------- | --------- |
| Paris Saint-Germain II    | Francia | 2013-2017 |
| Paris F. C. (cedido)      | Francia | 2016      |
| Tours F. C. (cedido)      | Francia | 2016      |
| F. C. Nantes "II"         | Francia | 2017-2019 |
| F. C. Nantes              | Francia | 2019-2022 |
| F. C. Sochaux-Montbéliard | Francia | 2022-     |

## Palmarés

### Títulos nacionales
| Título          | Club         | País    | Año  |
| --------------- | ------------ | ------- | ---- |
| Copa de Francia | F. C. Nantes | Francia | 2022 |